# Pomladni in jesenski letopisi šestnajstih kraljestev
Pomladni in jesenski letopisi šestnajstih kraljestev s kitajskin naslovom Šiliuguo Čunčju (poenostavljeno kitajsko: 十六国春秋; tradicionalno kitajsko: 十六國春秋; pinjin: Shíliùguó Chūnqiū) je kitajsko zgodovinsko delo o šestnajstih kraljestvih, ki ga je sestavil uradnik Severnega Veja Cui Hong med letoma 501 in 522. Postalo je eden glavnih virov za kompilacijo Knjige Veja in Knjige Džina. 
Deli knjige so se v zgodnji dinastiji Tang  izgubili. Prvotno je obsegala 100 zvezkov, predgovor in kronološko preglednico. V času zgodnje dinastije Song se je izgubilo še več zvezkov, da jih je ostalo le okoli 20, ki jih je obširno citiral Sima Guang. 
Obstajata dve ohranjeni različici iz pozne dinastije Ming: izdaja Tu Čjaosuna s  100 zvezki in He Tanga s 16 zvezki, ponatisnjeni v zbirki zgodovin Hanvej Congšu. Tujeva izdaja je bila tretjič objavljena leta 1781. Obstaja tudi izdaja v 100 zvezkih skupaj s kronološko tabelo iz sredine dinastije Čing avtorja Tang Čjuja, vzeta iz He Tangove izdaje in drugih gradiv. 